# Independence Day: Resurgence
Independence Day: Resurgence (titulada Independence Day: contraataque en España y Día de la Independencia: contraataque en Hispanoamérica) es una película estadounidense de ciencia ficción y acción de 2016 dirigida por el director alemán Roland Emmerich. La película sirve como secuela de la exitosa Independence Day. 
Independence Day: Resurgence fue estrenada el 24 de junio de 2016 en los Estados Unidos.

## Argumento
Independence Day: Resurgence transcurre 20 años después de la invasión extraterrestre ocurrida en julio de 1996, sabiendo que existe vida en el universo y es muy posible que otra amenaza llegará a la Tierra en el futuro. La humanidad consiguió rescatar una pequeña cantidad de tecnología extraterrestre, gracias a la cual desarrolló nuevas armas sumamente avanzadas con la ingeniería inversa, como nuevos aviones de combate (semejantes a los Su-57 rusos), naves de carga que pueden viajar a la Luna y un sistema de defensa con rayos de energía de plasma, para estar prevenidos de cara a esta amenaza y defender al planeta Tierra.
La comunidad internacional se ha recuperado y los gobiernos de los diferentes países de la Tierra se han unido y desarrollaron un plan de defensa de gran envergadura, creando la Earth Space Defense (ESD) que sirve como sistema de alerta temprana para la Tierra y como fuerza de defensa principal usando la tecnología extraterrestre, que fue capturada de los restos de las naves en la primera batalla, junto con fuerzas militares especiales instaladas en la Luna, Marte y Rea, y el Área 51 se ha convertido en el cuartel general de la ESD.
En África, el director de la ESD, David Levison, se reúne con la doctora Catherine Marceaux y el señor de la guerra Dikembe Umbutu, que lo lleva a una nave extraterrestre intacta, que había logrado aterrizar en la primera invasión. A bordo de la nave descubren que habían estado perforando un agujero en la tierra, que los alienígenas habían enviado una señal de auxilio y que alguien en el espacio les había contestado. Por otra parte Umbutu y el expresidente de los Estados Unidos Thomas Whitmore habían estado experimentando visiones recurrentes de hologramas desde su encuentro con los extraterrestres y tratan de descifrarlos.
Una nave esférica, con tecnología muy distinta a la de los alienígenas de 1996 aparece por un agujero de gusano cerca de la base lunar de la ESD. Levison cree que es una nave de otra raza alienígena benévola y cree que no deberían atacar, pero los gobiernos votan y deciden atacar, la nave es impactada y se estrella en un cráter de la Luna, tras lo cual el gobierno decide enviar una expedición científica para reunir información.
En contra de las órdenes, el piloto de la ESD Jake Morrison, recoge a Levison, Marceaux y Umbutu en un remolcador espacial y los lleva hasta los restos de la nave derribada, de la que recuperan un contenedor sellado. De repente, una gigantesca nave nodriza extraterrestre de casi 5000 kilómetros de ancho surge del agujero y destruye las defensas planetarias de la tierra, antes de acercarse al planeta.
El remolcador espacial se ve atrapado por la increíble fuerza gravitatoria producida por la enorme arma principal de la nave nodriza, que al acercarse a la Tierra, eleva el mar, las ciudades y edificios de Asia, y las usa como proyectiles para golpear Europa, matando a muchos. Mientras tanto, la nave nodriza se posa sobre el océano Atlántico y comienza a perforar para extraer el calor del núcleo terrestre, lo que destruirá el campo magnético en el proceso para destruir el planeta y dejar escapar la atmósfera al espacio, aniquilando toda la vida.
Al llegar el remolcador espacial al Área 51, el doctor Okun despierta tras estar veinte años en coma, después de que un extraterrestre casi lo matase en 1996 (y lo usase para comunicarse con el presidente Whitmore). El contenedor se abre y se libera una inteligencia artificial de forma esférica, la cual les dice que su misión es evacuar a supervivientes de mundos conquistados por los alienígenas, antes del ataque final y están construyendo una fuerza de resistencia para poder enfrentarlos, lo cual temen los alienígenas.
Entre tanto, el expresidente Whitmore interroga a uno de los alienígenas prisioneros (los cuales son referidos por la esfera como "Los Cosechadores"), el cual revela (usando a Whitmore como medio de comunicación) que la reina Cosechadora está en camino, al mando de la invasión. Concluyen que si matan a la reina, los invasores se retirarán. Pero la esfera les advierte: ninguna de las especies que han luchado contra los cosechadores jamás ha podido matar a una reina Cosechadora. Una flota de cazas espaciales dirigidas por el capitán Dylan Dubrow-Hiller, hijo del piloto Steven Hiller (Will Smith) quien había muerto durante una prueba de armas alienígenas, y luego que su madre Jasmine, también muriera en el hospital al salvar a una mujer y su bebé en la destrucción por la nave nodriza, lanzan un contraataque nuclear contra la cámara de la reina, pero sus bombas son neutralizadas en una trampa prevista por los alienígenas para defender a la reina, quedando atrapados en la nave y casi eliminan a toda la unidad. Dylan, junto con Jake y sus compañeros pilotos, Charlie Miller y Rain Lao, logran escapar robando dos naves alienígenas. Los alienígenas atacan el NORAD en Cheyenne Mountain, matando a la presidenta Elizabeth Landford, junto con la mayoría de su gabinete. Después, el general Adams, comandante en jefe del EDS, es puesto inmediatamente como el nuevo Presidente de los Estados Unidos.
Sabiendo que la Reina se ha percatado de su presencia, la inteligencia artificial de la esfera quiere que toda la EDS sea destruida para evitar que los alienígenas descubran sus secretos. Las fuerzas de la EDS proponen un plan de batalla, esconden la esfera en un lugar seguro y utilizan un remolcador espacial con una copia de la señal de la esfera como cebo para atraer a la nave de la reina a una trampa con ojivas termonucleares, que ahora permanecen ocultas para evitar ser desactivadas y poder detonar en forma sorpresiva en un ataque suicida.
En contra de los deseos de su hija Patricia, el expresidente Whitmore se sacrifica destruyendo la nave con un remolcador espacial con la ojiva. Sin embargo la Reina sobrevive usando un escudo de energía en su traje biomecánico. Patricia vuela personalmente con un luchador híbrido que destruye el escudo de la Reina, lo que permite a Dylan y Miller aniquilarla luego de un arduo combate, antes de que se hiciese con la esfera al encontrarla. Al triunfar, Patricia se reúne con su novio Jake y su amigo Dylan, junto a Miller y Lao. Con la muerte de la Reina, la nave nodriza detiene la perforación y se aleja de la Tierra. Okun revela que la esfera les ha pedido liderar la resistencia hasta en otros mundos (que fueron invadidos por ellos) y que les ha ofrecido una nueva tecnología aún más avanzada para preparar el asalto al planeta de los alienígenas, en una colaboración espacial de civilizaciones para luchar contra los alienígenas que podrían regresar en un futuro no muy lejano.

## Reparto
| Actor                                  | Personaje                                  | Doblaje en Hispanoamérica |
| -------------------------------------- | ------------------------------------------ | ------------------------- |
| Jeff Goldblum                          | David Levinson                             | Germán Fabregat           |
| Bill Pullman                           | Expresidente Thomas J. Whitmore            | Gerardo Reyero            |
| Liam Hemsworth                         | Jake Morrison                              | Alejandro Orozco          |
| Maika Monroe                           | Patricia Whitmore                          | Leyla Rangel              |
| Jessie Usher                           | Capitán Dylan Dubrow-Hiller                | Alan Bravo                |
| Sela Ward                              | Presidenta Elizabeth Lanford               | Rebeca Patiño             |
| Judd Hirsch                            | Julius Levinson                            | Herman López              |
| Vivica A. Fox                          | Dra. Jasmine Dubrow-Hiller                 | Laura Torres              |
| William Fichtner                       | General / Nuevo Presidente Joshua T. Adams | Octavio Rojas             |
| Angelababy Yeung                       | Militar Rain Lao                           |                           |
| Travis Tope                            | Charles "Charlie" Miller                   | José Antonio Toledano     |
| Charlotte Gainsbourg                   | Dra. Catherine Marceaux                    | Gisella Ramírez           |
| Brent Spiner                           | Dr. Brackish Okun                          | Roberto Carrillo          |
| Joey King                              | Samantha "Sam" Blackwell                   |                           |
| Garett Wareing                         | Bobby Blackwell                            |                           |
| Hays Wellford                          | Felix Blackwell                            |                           |
| Mckenna Grace                          | Daisy Blackwell                            |                           |
| Deobia Oparei                          | Dikembe Umbutu                             |                           |
| Ng Chin Han                            | General Jiang Lao                          |                           |
| Patrick St. Esprit                     | Secretario Resse Tanner                    |                           |
| Nicolas Wright                         | Floyd Rosenberg                            |                           |
| Gbenga Akinnagba                       | Agente Matthew Travis                      |                           |
| John Storey                            | Dr. Milton Isaacs                          | Pedro D'Aguillón Jr.      |
| James Andre Woods                      | Teniente James Ritter                      | Ricardo Tejedo            |
| Robert Loggia (†) (póstumo en estreno) | Ex-general / Expresidente William M. Grey  |                           |
| Robert Neary                           | Capitán McQuaide                           |                           |
| Jenna Purdy                            | Voz de Esfera                              |                           |
| Joshua Mikel                           | Armand                                     |                           |
| Joel Virgel                            | Jacques                                    |                           |
| Arturo del Puerto                      | Bordeaux                                   |                           |
| Travis Hammer                          | Jeffrey Fineman                            |                           |
| Ben Wang                               | Presidente chino                           |                           |
| Nicholas Ballas                        | Presidente francés                         |                           |
| Jonathan Richards                      | Primer ministro británico                  |                           |
| Ivan Gvera                             | Presidente ruso                            |                           |
| Ryan Cartwright                        | Asistente de David                         |                           |
| Michae Davis                           | Anciano con oxígeno                        |                           |

## Producción
En principio, y pese a haber sido la película más taquillera de la historia durante algunos meses, Roland Emmerich no se había planteado seriamente una secuela de Independence Day. Y aún, pese a las insistencias, Emmerich no consideró una continuación del film y prosiguió con otros filmes de destrucción como Godzilla, The Day After Tomorrow y 2012. Finalmente, tras varias negociaciones con 20th Century Fox y un fallido reestreno en 3D, fue oficialmente confirmada la secuela en noviembre de 2014, cuyo rodaje transcurrió entre el 27 de abril y 22 de agosto de 2015.
Will Smith, quien había interpretado a Steven Hiller, confirmó que no participaría de la secuela, asimismo y más los nuevos personajes, Ross Bagley y Mae Whitman quienes interpretaron a los pequeños Dylan y Patricia, comunicaron que tampoco participarían, pero a diferencia de Smith, Jessie Usher y Maika Monroe reemplazarán y cubrirán a sus personajes.
El 13 de diciembre de 2015, 20th Century Fox LA sacó el primer tráiler en Youtube tras casi veinte años.

## Recepción
Independence Day: Resurgence ha recibido críticas mixtas a negativas por parte de la crítica y la audiencia. En el portal de internet Rotten Tomatoes, la película posee una aprobación de 34%, basada en 124 reseñas, con una puntuación de 4.3/10 por parte de la crítica, mientras que las audiencias le han dado una aprobación de 39%, basada en más de 58 000 votos, con una puntuación de 2.9/5.
La página Metacritic le ha dado a la película una puntuación de 33 de 100, basada en 37 críticas, indicando "reseñas generalmente desfavorables", mientras que los usuarios del mismo sitio le han dado una puntuación de 4.8, basada en 174 votos. Las audiencias de CinemaScore le han dado una puntuación de "B" en una escala de A+ a F, mientras que en el sitio IMDb los usuarios le han dado una puntuación de 5.7/10, sobre la base de más de 17 000 votos.

## Premios y nominaciones
| Año  | Premiación                                 | Categoría                                            | Receptor                              | Resultado |
| ---- | ------------------------------------------ | ---------------------------------------------------- | ------------------------------------- | --------- |
| 2016 | Teen Choice Awards                         | Mejor película del verano                            | Día de la Independencia: Contraataque | Nominada  |
| 2016 | Teen Choice Awards                         | Mejor estrella masculina de cine del verano          | Liam Hemsworth                        | Nominado  |
| 2017 | Premios de la Sociedad de Efectos Visuales | Composición excepcional en una función fotorrealista | "Escena de la nave nodriza"           | Nominada  |
| 2017 | Premios Júpiter                            | Mejor película internacional                         | Día de la Independencia: Contraataque | Ganadora  |
| 2017 | Premios Saturn                             | Mejor película de ciencia ficción                    | Día de la Independencia: Contraataque | Nominada  |